# Wilhelm Simon
Wilhelm Simon (23. dubna 1900 Wuppertal – 27. září 1971 Bochum) zastával během druhé světové války správní funkce v koncentračních táborech Buchenwald a Mittelbau-Dora. V roce 1947 byl Spojenými státy usvědčen z válečných zločinů.

## Biografie
Wilhelm Simon se narodil ve městě Wuppertal v německém Porúří 23. dubna 1900. V letech 1919 až 1935 byl zaměstnán především jako úředník v textilním průmyslu. V srpnu 1932 se stal členem NSDAP a SS a od roku 1935 do roku 1939 byl vedoucím účetního oddělení Lékařské asociace Porýní. Po vypuknutí druhé světové války byl přidělen k okresní pobočce říšského ministerstva potravin a zemědělství ve Wuppertalu.
V lednu 1941 byl Simon již v SS aktivně zaměstnán. Byl přidělen k SS-Totenkopfverbände a vyslán do koncentračního tábora Buchenwald jako člen svého praporu SS. Vstoupil do správy tábora a v létě 1942 byl povýšen na pozici asistenta manažera alokace práce v Buchenwaldu. V této funkci Simon organizoval a přímo dohlížel na poskytování táborových vězňů jako otrokářských dělníků pro různá průmyslová odvětví nezbytná pro Německou válečnou ekonomiku.

## Mittelbau-Dora
V prosinci 1943 byl Simon jmenován do funkce Arbeitsdienstführer (vedoucí služeb práce) pro nově založený koncentrační tábor Mittelbau-Dora. Jako vedoucí práce v táboře řídil rozsáhlé přiřazování vězňů tábora k různým nuceným pracím v rozsáhlém podzemním zbrojním komplexu Mittelwerk, kde vykonávali velkou část nebezpečných stavebních a montážních prací potřebných k výrobě německých balistických raket V-2. Simon byl mimo jiné zodpovědný za zavedení bonusového systému, který se používal k odměňování produktivních vězeňských dělníků, a také doprovázel významného německého konstruktéra raket Wernhera von Brauna na cestě do Buchenwaldu, aby tam vybral vězně pro práci v koncentračním táboře Mittelbau-Dora. Během výkonu funkce jako vedoucí práce v Mittelbau-Dora si Simon mezi vězni v táboře vybudoval pověst velmi brutálního člověka, která mu dala přezdívku „Simon Legree“ podle charakteru krutého otrokáře v knize „Chaloupka strýčka Toma“.

## Poválečné období
Koncentrační tábor Mittelbau-Dora byl evakuován krátce před příchodem amerických jednotek v dubnu 1945. Během evakuace vedl Simon transport 350 vězňů do koncentračního tábora Ebensee v Rakousku. Ihned po svém příjezdu do Ebensee, byl Simon přidělen do místní jednotky Wehrmachtu. Dne 8. května 1945 se vzdal americkým jednotkám, ale následující den se mu podařilo uprchnout. Simon byl později označen za válečného zločince a byl zatčen americkými okupačními úřady. V roce 1947 stanul před soudem jako obžalovaný v procesu válečných zločinů v Dachau-Dora, uspořádaném Úřadem americké vojenské vlády. Dne 30. prosince 1947 byl odsouzen za válečné zločiny a odsouzen k doživotnímu vězení a internován do vězení v Landsberg am Lech.
Simonův rozsudek byl nakonec změněn na službu americkému vysokému komisaři za Německo Johnu J. McCloyovi a v roce 1954 byl z vazby propuštěn. Vrátil se do své rodné oblasti Porúří, kde pracoval jako prodavač a dne 27. září 1971 zemřel v Bochumi v západním Německu.